# 少年黃飛鴻之鐵猴子
《少年黃飛鴻之鐵猴子》是一部1993年香港武俠電影，由袁和平執導，甄子丹、于荣光、王静莹、曾思敏等人主演。

## 劇情
晚清末年，大夫杨天淳白天為人治病，晚間便化身為飛賊「鐵猴子」在城內劫富濟貧，一次他從貪官縣太爺那裡劫走一批錢財，看守的衙役及少林僧人皆無法捉住。縣太爺惱怒，令捕頭神爺追捕鐵猴子。
與此同時，來自佛山的黄麒英與黃飛鴻父子入城，黄麒英因出手擊退街頭無賴而被士兵認作鐵猴子，抓進衙門。鐵猴子現身衙門，試圖救走被縣太爺指作鐵猴子的一批民眾，但黄麒英為證實自己清白而與鐵猴子打鬥，鐵猴子最終逃脫。縣太爺限黄麒英要在七天內將鐵猴子捉拿歸案。在這期間，黄麒英住在杨天淳的家內，但沒意識到對方就是鐵猴子。
朝廷任命少林叛徒衍空和尚為欽差大臣，至浙江緝拿鐵猴子。黄麒英與鐵猴子在幾次交手中皆被衍空重創，黄麒英也因此得知杨天淳就是鐵猴子本人。黃飛鴻打退幾名意圖侵犯贺小兰的僧人，但被衍空的手下擒住，扣為人質。黄麒英與杨天淳聯手闖入衙門拯救黃飛鴻，並與衍空大戰，終將其擊殺於火海中。

## 演員
| 演員   | 角色     | 備註                           |
| 于榮光 | 楊天淳   | 百草堂大夫/鐵馬騮              |
| 甄子丹 | 黃麒英   |                                |
| 王靜瑩 | 賀小蘭   |                                |
| 曾思敏 | 黃飛鴻   |                                |
| 任世官 | 衍空     | 少林叛徒，受雇喬裝欽差殺鐵馬騮 |
| 黃霑   | 鄭知州   | 貪官                           |
| 袁信義 | 神爺     | 巡補都頭                       |
| 李暉   | 青面巫女 | 衍空手下                       |
| 小侯   | 雙刀羅漢 | 衍空手下                       |
| 秦貴寶 |          | 喬裝和尚，衍空手下             |
| 陳少華 |          | 喬裝和尚，衍空手下             |
| 陳志文 |          | 喬裝和尚，衍空手下             |
| 葉彩南 |          | 喬裝和尚，衍空手下             |
| 張鳳妮 |          | 伺候衍空之女子                 |
| 史美儀 |          | 師爺                           |
| 元德   |          | 麵攤老闆                       |
| 段偉倫 |          | 妓院老闆                       |
| 鄧泰和 |          | 拐帶小孩之首領                 |
| 黃劍斌 |          | 拐帶小孩之販子                 |
| 凌志雄 |          | 神爺手下                       |
| 林迪安 |          | 神爺手下                       |
| 黃劍偉 |          | 拐帶小孩之販子                 |
| 袁錦輝 |          |                                |
| 黃偉亮 |          | 拐帶小孩之販子                 |
| 凌志華 |          |                                |
| 林志泰 |          | 誤抓為鐵猴子之百姓             |

## 發行
《少年黃飛鴻之鐵猴子》於1993年9月3日在香港上映。
2001年10月，在著名導演昆汀·塔伦蒂诺的牽線下，《少年黃飛鴻之鐵猴子》得以在美國上映，由米拉麥克斯影業發行，在全美1000家戲院联合公映。不久後即以600萬美元的票房收入，奪得北美地區周末票房排行榜第6名。此外甄子丹亦憑著該部電影在好萊塢迅速成名。

## 榮譽
| 獎項           | 年分   | 類別         | 獲獎或提名人                   | 結果 |
| -------------- | ------ | ------------ | ------------------------------ | ---- |
| 香港電影金像獎 | 1994年 | 最佳動作指導 | 袁和平、袁祥仁、袁信義、谷軒昭 | 提名 |
| 世界特技獎     | 2002年 | 最佳格鬥獎   | 甄子丹                         | 提名 |

## 外部連結
- 互联网电影数据库（IMDb）上《少年黃飛鴻之鐵猴子》的资料（英文）
- AllMovie上《少年黃飛鴻之鐵猴子》的资料（英文）
- 爛番茄上《少年黃飛鴻之鐵猴子》的資料（英文）
- 时光网上《少年黃飛鴻之鐵猴子》的資料（简体中文）
- 開眼電影網上《少年黃飛鴻之鐵猴子》的資料（繁體中文）
- 香港影庫上《少年黃飛鴻之鐵猴子》的資料（繁體中文）